# Deckerville
Deckerville is een plaats (village) in de Amerikaanse staat Michigan, en valt bestuurlijk gezien onder Sanilac County.

## Demografie
Bij de volkstelling in 2000 werd het aantal inwoners vastgesteld op 944.
In 2006 is het aantal inwoners door het United States Census Bureau geschat op 920, een daling van 24 (-2,5%).

## Geografie
Volgens het United States Census Bureau beslaat de plaats een oppervlakte van
3,3 km², geheel bestaande uit land. Deckerville ligt op ongeveer 252 m boven zeeniveau.

## Plaatsen in de nabije omgeving
De onderstaande figuur toont nabijgelegen plaatsen in een straal van 20 km rond Deckerville.